# Цзинъян (Дэян)
Цзинъя́н (кит. упр. 旌阳, пиньинь Jīngyáng) — район городского подчинения городского округа Дэян провинции Сычуань (КНР).

## История
При империи Тан в 620 году был образован уезд Дэян.
При империи Цин в 1659 году к уезду Дэян был присоединён уезд Лоцзян, но в 1729 году он был выделен вновь.
В 1949 году уезд Дэян вошёл в состав Специального района Мяньян (绵阳专区). В 1959 году к уезду Дэян был присоединён уезд Лоцзян.
В 1983 году постановлением Госсовета КНР был образован городской округ Дэян; уезд Дэян при этом был расформирован, а его территория стала Центральным районом (市中区) городского округа Дэян. В 1996 году Центральный район был разделён на район Цзинъян и уезд Лоцзян.

## Административное деление
Район Цзинъян делится на 6 уличных комитетов, 10 посёлков и 1 волость.